# Elisabeth Peveling
Elisabeth Peveling (* 31. März 1932 in Blankenstein; † 31. Juli 1993) war eine deutsche Botanikerin.

## Leben
Elisabeth Peveling studierte Botanik, Zoologie, Mathematik und Physik in Münster, Innsbruck und Göttingen und wurde 1960 in Münster zum Dr. rer. nat. promoviert. Sie war Wissenschaftliche Assistentin in Münster. In den 1960er Jahren forschte sie in den USA und beschäftigte sich mit der Elektronenmikroskopie. 1969 habilitierte sie sich in Münster mit Untersuchungen mit dem Durchstrahlungs- und Oberflächen-Raster-Mikroskop und wurde zur Professorin am Botanischen Institut der Westfälischen Wilhelms-Universität Münster berufen.
Sie war Dekanin der Math.-naturwiss. Fakultät und designierte Vorsitzende des Math.-naturwiss. Fakultätstages. Sie war von 1978 bis 1982 die erste Frau und Prorektorin im Rektorat der Universität Münster.
Elisabeth Peveling war Komturdame des Ritterordens vom Heiligen Grab zu Jerusalem.

## Schriften
- Licht- und elektronenmikroskopische Beiträge zur Karyologie von Cucumis sativus, 1960
- Vorkommen von Sporopollenin in der Zellwand des Phycobionten Trebouxia, 1980, zusammen mit Joachim König
- Progress and Problems in Lichenology in the Eighties: Proceedings, Lubrecht & Cramer Ltd 1987, ISBN 3443580041
- Beeinflussung des Blattwachstums durch Epibionten, 1990, zusammen mit Hermann Burg, Klaus Tenberge